# Гері Нейсміт
Гері Нейсміт (англ. Gary Naysmith, нар. 16 листопада 1978, Единбург) — шотландський футболіст, захисник і граючий тренер клубу «Іст Файф». Відомий, зокрема, виступами за клуби «Хартс» та «Евертон», а також національну збірну Шотландії.

## Клубна кар'єра
Гері Нейсміт у дорослому футболі дебютував 1996 року виступами за команду клубу «Хартс», в якій провів чотири сезони, взявши участь у 96 матчах чемпіонату. 
Своєю грою за цю команду він привернув увагу представників тренерського штабу клубу «Евертон», до складу якого приєднався 2000 року. Відіграв за клуб з Ліверпуля наступні шість з половиною сезонів своєї ігрової кар'єри.
В 2007 році Гері Нейсміт підписав трирічний контракт з «Шеффілд Юнайтед» в обмін на переїзд Філа Ягелки на «Гудісон Парк». Згодом з 2010 по 2013 рік Гері грав у складі команд клубів «Гаддерсфілд Таун» та «Абердин».
До складу клубу «Іст Файф» приєднався 2013 року. Відтоді встиг відіграти за команду з Файфа 24 матчі в національному чемпіонаті.

## Виступи за збірну
2000 року дебютував в офіційних матчах у складі національної збірної Шотландії. Наразі провів у формі головної команди країни 46 матчів, забивши 1 гол.

## Кар'єра тренера
Розпочав тренерську кар'єру 2013 року, очоливши тренерський штаб клубу «Іст Файф» як граючий тренер. Наразі досвід тренерської роботи обмежується цим клубом, в якому Гері Нейсміт працює і досі.

## Титули і досягнення
- Кубок Шотландії
  - Володар (1): 1997-98